# Разгонов, Александр Константинович
Александр Константинович Разгонов (25 апреля 1873 — после 1938) — офицер Русской императорской армии, полковник Генерального штаба, участник Русско-японской войны, военный исследователь-востоковед.

## Биография
Разгонов ведёт своё происхождение из потомственных дворян Черниговской губернии.
Получил военное образование в Оренбургском Неплюевском кадетском корпусе, затем в 1-м военном Павловском училище. В 1894 году поступил на службу из училища в лейб-гвардейский Литовский полк.
В 1903 году окончил Николаевскую академию Генерального штаба. По линии Генерального штаба проходил службу в Виленском военном округе, в октябре 1903 года был прикомандирован к 170-му пехотному Молодечненскому полку для цензового командования ротой.
Во время несения службы в Туркестанском военном округе принимал участие в рекогносцировках по Восточной Бухаре. Летом 1907 года совершил путешествие по Памиру и Восточной Бухаре с целью военного, географического и статистического исследования Памира, Алая, Дарваза и верховьев реки Пяндж. За три месяца оставил позади себя 1800 вёрст труднодоступной и малоисследованной местности. В ходе поездки занимался сбором информации об орографии, гидрографии, этнографии, метеорологии, геологии и дорожной сети Западного Памира и Восточной Бухары. Впервые была подробно исследована река Пяндж, её русло, глубина, фарватер, водный режим, притоки и берега. Осуществлена фотосъёмка коммуникаций, перевалов, дорог, селений, укреплений и этнотипов местного населения.
В мае 1915 года стал командиром 3-го Донского казачьего полка, в декабре 1916 года стал начальником штаба 1-й Кавказской казачьей дивизии.
Участник Белого движения на Юге России в рядах Добровольческой армии и ВСЮР. Начальник штаба 1-го конного корпуса (24.01.-10.02.1919).
В эмиграции Разгонов жил во Франции.